# Danijel Janečić
Danijel Janečić (ur. 22 marca 1988) – chorwacki zapaśnik walczący w stylu klasycznym. Piąty na mistrzostwach świata w 2018 i ósmy w 2017. Piąty na mistrzostwach Europy w 2011. Zajął 25. miejsce na igrzyskach europejskich w 2015. Piąty na igrzyskach śródziemnomorskich w 2009. Wicemistrz śródziemnomorski w 2010 i trzeci w 2011 roku.